# 法克特里維爾 (內布拉斯加州)
法克特里維爾（英語：Factoryville）是位於美國內布拉斯加州卡斯縣的鬼鎮。

## 歷史
法克特里維爾的郵局於1868年設立，其後於1887年停運。

## 地理
法克特里維爾所處的海拔為高於海平面339米（即1112英呎），而該地所採用的時區為UTC-6，即北美中部时区（CST）。同時該地設有夏令時間，為UTC-6調快一小時，即UTC-5（CDT）。